# Arsenider

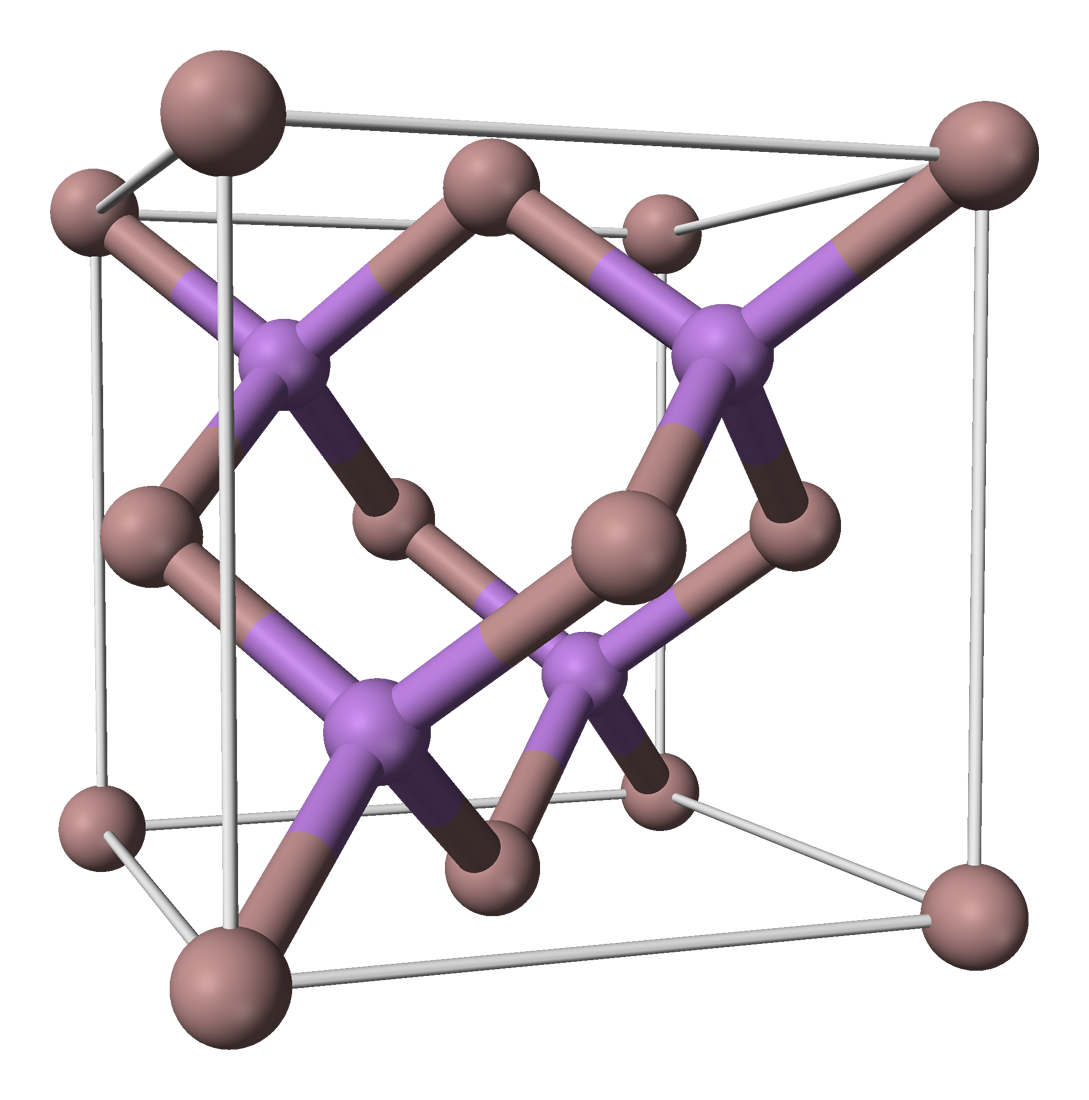
Galliumarsenid

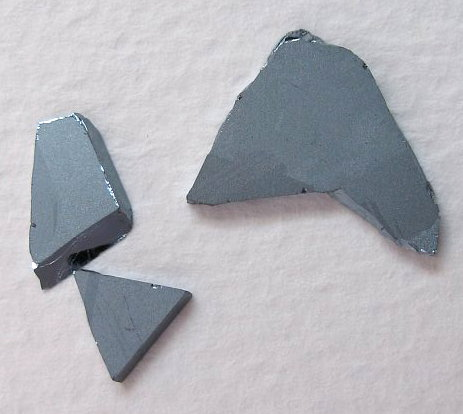
Indiumarsenid

Arsenider är kemiska föreningar bestående av arsenik (As) och en eller flera andra metalliska grundämnen. I sin struktur är arseniderna lika sulfiderna. Mineral uppbyggda av arsenider är ovanliga. Strukturen hos arseniderna är komplicerade och det är stor skillnad i sammansättningen mellan de olika arseniderna.
Aluminium-, gallium- och indiumarsenider kan användas som halvledare. De kan dopas med till exempel fosfor och användas till omvandlig av elektrisk energi till ljus. Detta kommer till användning vid tillverkning av lysdioder och inom laserteknik. De används också omvänt för att omvandla ljusenergi till elektrisk energi i sol- och fotoceller.